# Gifhorn
Gifhorn er en by med 	41.331 indbyggere (2012). Den er administrationsby i Landkreis Gifhorn i den tyske delstat Niedersachsen.

## Geografi
Den ligger nord for Harzen mellem byerne Hannover, Braunschweig og Wolfsburg, omkring 20 Kilometer nord for Braunschweig og 15 Kilometer vest for Wolfsburg. Floden Ise munder ud i Aller i byområdet, og har dermed forbindelse til Nordsøen via Weser.

### Nabokommuner
Følgende kommuner, alle im Landkreis Gifhorn grænser til byen Gifhorn. (med uret fra nord ):
Wagenhoff, Wahrenholz, Sassenburg, Calberlah, Isenbüttel, Ribbesbüttel, Leiferde, Müden, Ummern og Wesendorf.

### Inddeling
Gifhorn består ud over hovedbyen, med den historiske gamle bydel af disse landsbyer og bebyggelser: Kästorf, Gamsen, Wilsche, Neubokel og Winkel.